# Атаки и отвличане на летището в Рим през 1973 г.
През декември 1973 г. палестинската военна организация „Фатах“, извършва серия от атаки на летище „Леонардо да Винчи – Фиумичино“, Италия, в резултат на които загиват 34 души. Атаките започват с нахлуване в летищния терминал и вземане на заложници, последвани от запалване и взривяване на самолета при полет 110 на „Пан Ам“ и отвличане на машината, която изпълнява полет 303 на „Луфтханза“.
Самолетът „Боинг 707-321B“, който е подготвен да изпълни полет 110 на „Пан Ам“ трябва да излети от Рим, Италия и да кацне в Техеран, Иран, с планирано междинно спиране в Бейрут, Ливан. На 17 декември 1973 г., малко преди излитане, терминалът на летището и машината са атакувани, самолетът е подпален от въоръжени палестинци, което води до смъртта на 30 души на борда и двама в терминала.
След атаката, въоръжените мъже отвличат пътнически самолет „Боинг 737-130“ при полет 303 на „Луфтханза“ и убиват още двама души. По-късно след преминаване през Атина, Гърция, на самолетът е отказано да кацне в Бейрут и Кипър и за кратко спира в Дамаск, Сирия. Въпреки отказа на кувейтските власти, терористите принуждават капитана да кацне на второстепенна писта в Кувейт, където след преговори всички заложници са освободени в замяна на „свободно преминаване“ до неизвестна дестинация за похитителите.
Тъй като на обществеността никога не са предоставени официални доказателства за това коя сила или организация стои за атаката, истинските мотиви остават неизвестни и до днес. Тази терористична операция на италианска земя обаче може да бъде свързана с друго събитие на същата дата, тъй като тогава е насрочено заседание по наказателен процес срещу терористи, вече задържани в Италия, за по-ранен неуспешен терористичен атентат в Рим.